# Anaititac
Anaititac är en ort i Mexiko.   Den ligger i kommunen Cuetzalan del Progreso och delstaten Puebla, i den sydöstra delen av landet, 180 km öster om huvudstaden Mexico City. Anaititac ligger 618 meter över havet och antalet invånare är 128.
Terrängen runt Anaititac är bergig, och sluttar norrut. Runt Anaititac är det ganska tätbefolkat, med 179 invånare per kvadratkilometer. Närmaste större samhälle är Olintla, 17,9 km väster om Anaititac. I omgivningarna runt Anaititac växer i huvudsak städsegrön lövskog.